# Waray-Waray-Wikipedia
Die Waray-Waray-Wikipedia ist die Sprachversion der Wikipedia auf Waray-Waray, einer Sprache, die auf den Philippinen gesprochen wird. 2013 hat sich ihre Artikelanzahl mithilfe von Bots mehr als verdreifacht. Im Sommer 2014 überschritt sie eine Million Artikel.

## Geschichte
Die Sprachversion der Wikipedia wurde am 25. September 2005 gegründet.
Mit dem von Sverker Johansson entwickelten Lsjbot erreichte am 26. August 2010 die Waray-Waray-Wikipedia die 100.000-Artikel-Marke und war damit die 35-größte Sprachversion von Wikipedia. Damals war sie mehr als doppelt so groß wie die Tagalog-Sprachversion der Wikipedia (Tagalog ist die am weitesten verbreitete Sprache auf den Philippinen). Die durchschnittliche Zahl von Bearbeitungen pro Artikel liegt (Februar 2023) bei 2,19, während sie bei der Tagalog-Wikipedia bei 8,42 liegt.
Bei mehr als 1,27 Millionen Artikeln hat die Waray-Waray-Wikipedia nur 68 aktive angemeldete Benutzer (Stand: Juli 2025). Das ist ein extremes Verhältnis verglichen mit beispielsweise der deutschsprachigen Wikipedia, die mehr als 3,0 Millionen Artikel und ca. 16.000 aktive angemeldete Benutzer hat. Nur etwa ein Fünftel der Seitenabrufe stammt von den Philippinen.

## Artikelanzahl

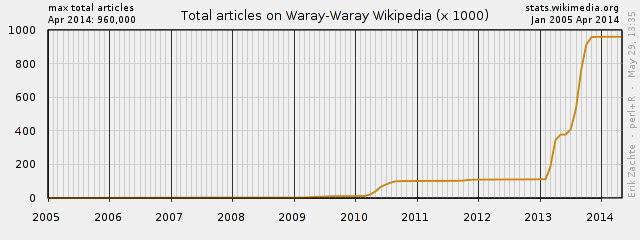
Sprunghaftes Artikelwachstum
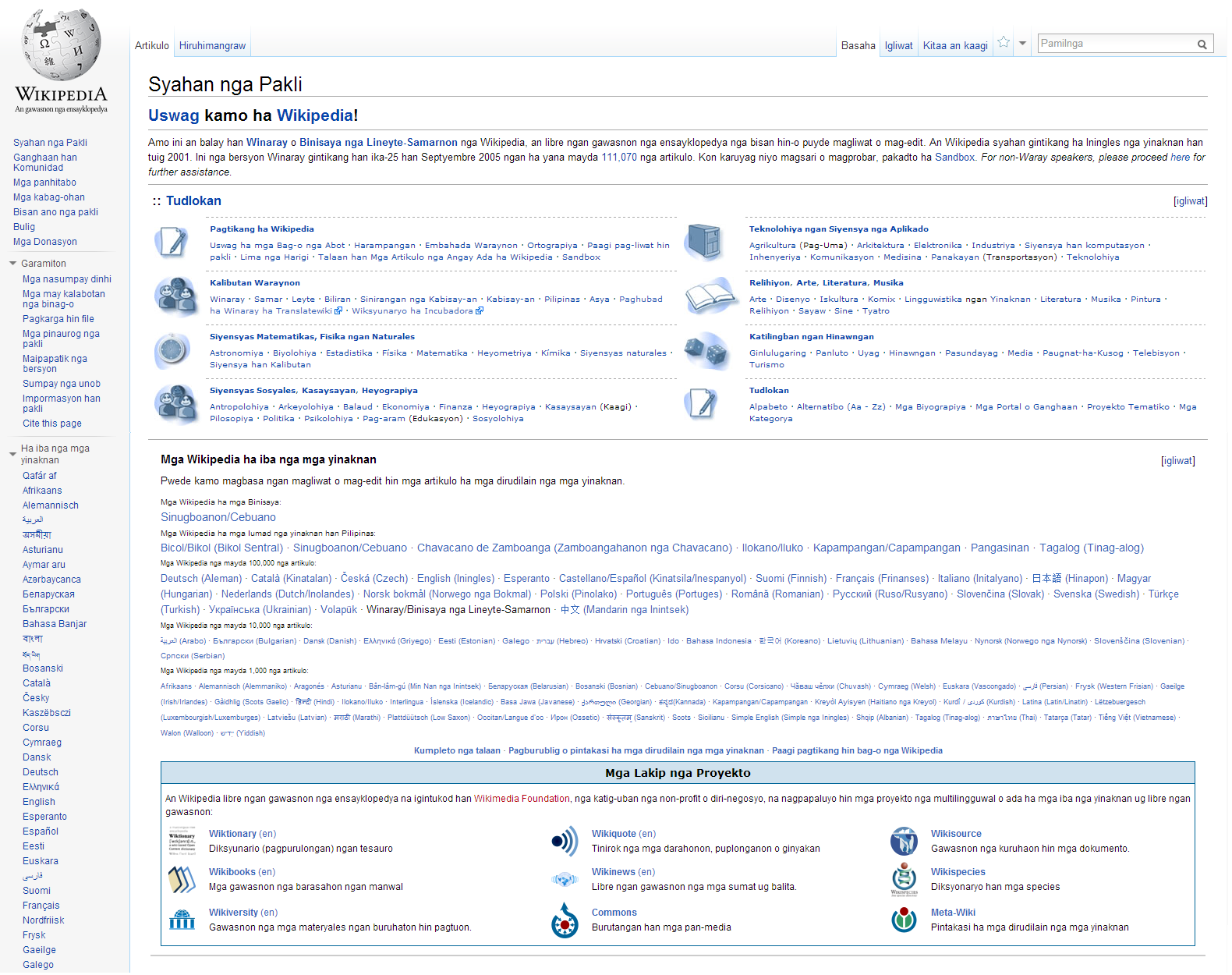
Hauptseite der Waray-Waray-Wikipedia, 2012
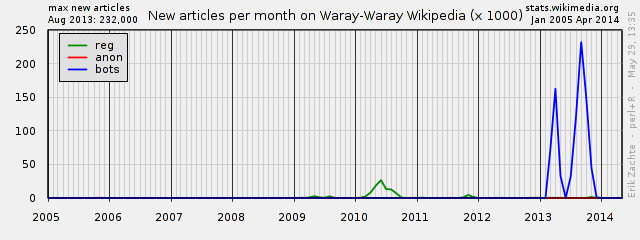
Neue Artikel nach Benutzergruppen, Bots in blau
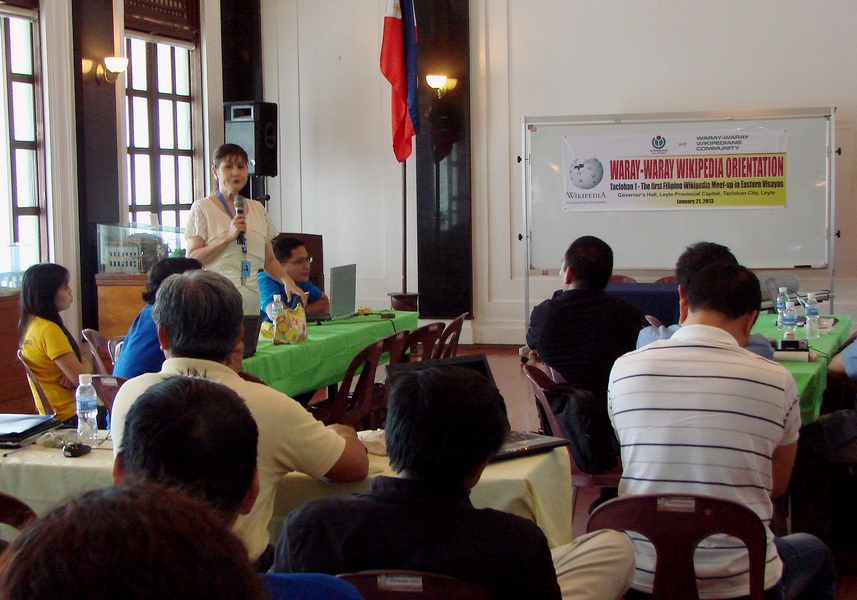
Eine Waray-Waray-Wikipedia-Einführung in Tacloban City im Januar 2013

Die Waray-Waray-Wikipedia ist nach der größtenteils botgenerierten cebuanosprachigen Wikipedia die drittgrößte Sprachversion der Wikipedia im asiatisch-pazifischen Raum.
Allerdings haben vor allem in jüngerer Zeit erstellte Artikel häufig weniger als 200 Byte Inhalt, einige Artikel sind nur Spam. Eine als unzureichend geltende Wartung führt zu Massenerstellungen von kleinen Artikeln. Viele Artikel ähneln Wörterbucheinträgen. Ein Großteil der Artikel der Waray-Waray-Wikipedia ist seit 2013 per Bot generiert worden. Diese Bot-Artikel sind kurze Artikel über biologische Lemmata bzw. Taxa; sie belaufen sich auf etwa 88 % aller angelegten Artikel.
Im Juni 2014 überschritt die Waray-Waray-Wikipedia als erste asiatischsprachige Wikipedia die Eine-Million-Artikel-Marke.

## Meilensteine
- 100.000. Artikel – 26. August 2010
- 150.000. Artikel – 22. Februar 2013
- 200.000. Artikel – 3. März 2013
- 400.000. Artikel – 29. Juni 2013
- 500.000. Artikel – 17. Juli 2013
- 600.000. Artikel – 7. August 2013
- 1.000.000 Artikel – 8. Juni 2014[12]